# Le Grand Enfumage
 (octobre 2022).
Si vous disposez d'ouvrages ou d'articles de référence ou si vous connaissez des sites web de qualité traitant du thème abordé ici, merci de compléter l'article en donnant les références utiles à sa vérifiabilité et en les liant à la section « Notes et références ».
 (octobre 2022).
Le Grand Enfumage (sous-titré Populisme et Immigration dans sept pays européens) est un essai de démographie et de sociologie écrit par Hervé Le Bras. Publié en 2022, l'ouvrage traite de la sociologie politique de l'extrême droite.

## Présentation générale
Le Grand Enfumage est un essai de démographie qui passe en revue les réussites et échecs de partis populistes d'extrême droite dans plusieurs pays d'Europe. Publié aux Éditions de l'Aube, il est parrainé par la Fondation Jean-Jaurès.

## Résumé

### Introduction
Hervé Le Bras part d'un paradoxe de la sociologie électorale : si la rhétorique du Rassemblement national mobilise le registre de la peur ou du rejet de l'immigré, il n'existe pas de lien entre proportion d'immigrés et vote populiste d'extrême-droite. Si les régions qui comptent le plus d'immigrés en France sont bien celles qui votent le plus pour le Front national, une étude plus fine au niveau des communes montre que les cartes d'immigration et du vote FN ne se recoupent pas, et la relation est même inversée. Ce constat paradoxal vaut pour les autres pays européens.

### Chapitre 1. L'extrême droite en France et en Autriche
L'auteur compare la trajectoire du Front national de Jean-Marie Le Pen et du Parti de la liberté d'Autriche de Jörg Haider. Les deux percent dans les années 1980. Leurs dirigeants originaux viennent de milieux modestes, qui étudient le droit en province et travaillent à un moment dans l'armée. Ne pouvant arriver au pouvoir par le biais de l'extrême-droite, ils pratiquent l'entrisme dans des partis conservateurs.
Le FN fait ses meilleurs scores au nord d'une ligne Saint-Malo/Genève, qui correspond à première vue à la distribution de la proportion d'immigrés d'origine maghrébine et turque au niveau de la région, mais pas au niveau communal. Le PLA fait ses meilleurs scores au nord d'une ligne allant de l'entrée du Danube à la jonction des frontières entre la Slovénie et la Hongrie au sud, ce qui ne correspondant pas du tout à la distribution des immigrés d'origine turque ou yougoslave. Ils sont quasiment absents des bastions du PLA, à savoir la Carinthie et l'ouest de la Styrie.
La localisation des immigrants obéit à une logique économique. Ils se dirigent vers les zones où il y a de l'activité économique. En Autriche, l'activité ne se situe pas dans les villes mais dans les communes voisines ; les migrants habitent plutôt au sein des agglomérations. Or, les agglomérations votent le moins pour le PLA, et les communes périphériques, le plus.
Le FN a progressé en France dans les zones où l'immigration est la plus importante, et a cru dans les zones avec la plus faible proportion d'immigrés. Le score du FN est inverse à l'importance numérique de la commune : Marine Le Pen engrange en 2017 30% des voix dans les communes de moins de 1 000 habitants, 12 % dans celles de plus de 100 000, et 5% à Paris. Lors du schisme du PLA qui donne naissance à l'Alliance pour l'avenir de l'Autriche, « ni les déterminismes socio-économiques, ni la présence des immigrés, pourtant argument central des deux tribuns, n'ont joué un rôle » dans le partage des voix. Les déterminants ont été « l'ancrage territorial des deux leaders et la clientèle ancienne ». Comme en France, la proportion de votes pour le PLA est inverse à la taille de la commune.
Les deux partis recrutent aujourd'hui dans les régions à fort chômage. Ce n'était pas le cas originellement : lorsque les populistes plaisaient aux petits entrepreneurs des régions urbaines et indépendantes, leur positionnement économique était libéral. Ils ont ensuite glissé vers un discours mettant en avant l’État social lorsque l'électorat a commencé à être dominé par les ouvriers dans les régions désindustrialisées et les employés menacés par le progrès technique.

### Chapitre 2. L'Espagne entre extrême-droite et droite extrême
L'Espagne a longtemps été une exception en Europe, car aucun parti d'extrême-droite n'y avait pris pied. Les nostalgiques du franquisme ont obtenu 1 % des suffrages ou moins jusqu'en 2018, lorsque le parti Vox a obtenu 11 % des voix aux élections au Parlement d'Andalousie. 
L'explication la plus souvent avancée est que la mémoire de la dictature franquiste était encore forte, celle-ci s'étant éteinte en 1975. Toutefois, la dictature des colonels était aussi récente en Grèce et n'a pas empêché l'émergence d'Aube dorée, Alerte populaire orthodoxe et Solution grecque. Une autre explication est celle de la force de l'opposition entre droite et gauche, aux programmes radicalement opposés, doublée de l'opposition entre le centre centralisateur et la périphérie indépendantiste. Ces oppositions n'auraient pas laissé de marge à l'extrême-droite. Mais on trouve là aussi des contre-exemples : le consensus entre le Parti social-démocrate d'Allemagne et l'Union chrétienne-démocrate d'Allemagne n'a pas été propice à l'apparition d'un parti d'extrême-droite.
Le parti Vox s'est construit sur la logique d'opposition centre/périphérie, en soutenant le centre. Ses meilleurs scores ont ainsi été réalisés dans les métropoles du centre du pays, du cœur de l'hispanité. Vox a aussi été dynamisé par l'arrivée de Pedro Sanchez au pouvoir : ne disposant pas d'une majorité stable, il doit s'appuyer sur des petits partis régionalistes, qui demandent plus d'autonomie ; cela crée une ouverture pour le parti Vox, qui utilise l'argument du centralisme et se montre fermement opposé à l'immigration musulmane. Lors des élections de 2019, Vox perd des voix dans les grandes villes. Il n'y a pas de lien entre présence d'étrangers africains et maghrébins et vote Vox.
Vox et le FN ont des points communs. Abascal et Le Pen ont exercé des fonctions électives à droite, et ont bataillé contre un indépendantisme (basque, algérien). Après des scores faibles, ils ont dépassé 10 % des suffrages. Ils se sont dégagés des groupuscules néonazis et fascisants. Ils plaisent plus aux hommes qu'aux femmes, et aux actifs qu'aux jeunes et aux personnes âgées. Toutefois, les électeurs de Vox sont plus diplômés de la moyenne et appartiennent aux classes moyennes et sous-moyennes, là où l'électorat du FN est plus populaire. Vox attire les catholiques pratiquants séduits par un conservatisme moral, là où le FN est plutôt libéral en matière de mœurs. Vox est libéral économiquement, là où le FN a organisé un virage étatiste.
Vox semble ne pas avoir encore effectué le tournant du RN. Contrairement au RN, il n'est pas soumis à un cordon sanitaire, et s'affiche plus de la droite de la droite que de l'extrême-droite à proprement parler. Parlant de Reconquista plus de grand remplacement, il se montre aussi plus optimiste.

### Chapitre 3. Suisse, patriotisme et conservatisme
La Suisse « offre l'un des meilleurs exemples de dépendance entre le populisme et le rejet de l'immigration ». Le premier parti hostile à l'immigration est l'Union démocratique du centre, fondée en 1971. Depuis, la population étrangère est passée de 16% à 25% de la population. Sur 8,6 millions d'habitants, 2,16 millions sont étrangers en 2020, et 66% d'entre eux proviennent de l'Union européenne. Parmi les résidents étrangers, 330 000 italiens, 312 000 allemands, et 260 000 portugais. Il existe toutefois un cloisonnement des nationalités : dans le canton alémanique de Thurgovie au nord, il y a 1 Français pour 80 Allemands ; à Genève, 14 Français pour 1 Allemand. La présence d'Africains, faible, recoupe la présence française, car les résidents d'origine africaine sont principalement francophones. L'hostilité à l'islam pourrait être attribuée à l'immigration turque (87 000 personnes) ou kosovare (115 000), mais elle est modeste en proportion par rapport aux citoyens européens.
L'hostilité à l'Union européenne s'est exprimée à deux reprises au cours de référendums. En 1991, l'entrée dans l'Espace économique européen est rejetée à 50,3% des voix. Les populations romandes ont voté pour, les zones alémaniques contre, sauf dans les grandes villes (Zurich, Berne, Bâle).
En 2007, le parti de droite extrême UDC propose un référendum contre la construction de minarets, qu'il est le seul à soutenir, et l'emporte à 57% des voix. L'opposition de 1991 se maintient : les zones romandes et les grandes villes alémaniques votent contre, le centre de la Suisse et le Tessin (bastion du catholicisme dans le pays) votent pour. La répartition des votes « n'a pas de points communs avec celle des deux religions majoritaires, le catholicisme et le protestantisme ». L'hostilité a l'islam peut être mise en rapport avec la présence de résidents venant de pays musulmans (6% des étrangers), et le fait que le pays ne comptait que quatre mosquées avec minaret, et deux nouvelles en projet. Les cantons les plus hostiles aux minarets sont ceux où la proportion de résidents africains est la plus faible.
Il n'y a pas de relation entre les résultats des votations contre l'immigration et le chômage ou le niveau de revenu. Cela est dû au fait que le chômage est très faible en Suisse. Ainsi, « la crainte du chômage a plus d'importance que le chômage lui-même » ; mais même cette crainte est faible en Suisse. Le ressort du vote contre les étrangers est plus profond. En réalité, le ressort du vote de l'UDC a trait au conservatisme traditionnel, car sa carte est aussi celle de l'opposition aux droits civils des femmes (votation en 1971), ou aux congés paternité (2001). Le conservatisme moral a en réalité glissé vers des fixations sur l'immigration et les étrangers.

### Chapitre 4. Italie, du régionalisme à la xénophobie
L'extrême droite italienne s'est construite « de manière radicalement opposée » à celle de l'Espagne. La Ligue du Nord italienne s'est formée dans un objectif indépendantiste d'autonomie de l'Italie du Nord (la Padanie). Les deux extrêmes droites ont toutefois convergé en faisant du rejet de l'immigration un de leurs axes centraux. 
Durant les années de plomb, des ligues se forment au Nord pour obtenir une autonomie semblable à celle du Trentin, et sont fusionnées en 1991 par Umberto Bossi, un ingénieur issu du Parti communiste italien. La Ligue soutient un nationalisme provincial. L'électorat de la Ligue se site au nord du Pô. La vallée d'Aoste francophone est plus intéressée par l'Union européenne que par l'autonomie proposée par la Ligue. Elle n'a aucun succès dans le Trentin.
La Ligue est fondée quand peu d'étrangers vivaient en Italie. Elle rejette les travailleurs venant du sud de l'Italie pour travailler dans les usines du Nord, où ils sont méprisés et qualifiés d'« Africains ». La Ligue obtient des ministres dans le premier gouvernement Berlusconi. La Ligue n'est pas alors d'extrême droite, ce créneau étant occupé par le Mouvement social italien, qui rassemble des mouvements fascisants. Bossi étant empêtré dans un scandale de détournement d'argent public, c'est l'arrivée à la tête de la Ligue de Matteo Salvini en 2012 que le parti acte un tournant xénophobe. Il s'écarte petit à petit de la ligne indépendantiste de la Padanie, et la Ligue du Nord devient la Ligue, avec une visée nationale. La Ligue et le Mouvement 5 étoiles, antisystème, concluent un accord de gouvernement et Salvini devient ministre de l'Intérieur.
L'immigration n'a pas été un thème politique jusqu'aux années 1980. L'Italie est plutôt un pays d'émigration : entre 1895 et 1905, 1% des Italiens chaque année a émigré vers l'Amérique. Après la Seconde guerre mondiale, des millions ont émigré en France et en Suisse. Ainsi, à leurs débuts, la Ligue s'en prend aux Italiens du Sud, et le Mouvement social italien – Droite nationale est plutôt tiers-mondiste. 
Comme en France, en Autriche et en Espagne, les immigrés sont installés dans les zones les plus actives économiquement. Les résultats de la Ligue et du M5S sont au contraire plus faibles dans les zones métropolitaines. Les immigrés venus d'Afrique comptent pour 1 million de personnes, et les réfugiés proche-orientaux, à l'origine de la crise dite des réfugiés, comptent pour 42 000 personnes (0,07% de la population italienne, moins de 1% des étrangers).
Si l'on dresse souvent un lien entre le chômage et le vote populiste, l'électorat de la Ligue est peu sensible au chômage car constituée de petits entrepreneurs. Il y a plus de chômeurs dans les zones qui ne votent pas pour la Ligue, dans le Sud.

### Chapitre 5. Les deux Allemagne
La sociologie politique allemande est en partie liée à la réunification du pays : l'ancienne République démocratique allemande vote pour Die Linke, tandis que l'ancienne Allemagne de l'Ouest est marquée par une prépondérance de l'Union chrétienne-sociale en Bavière (CSU) en Bavière et l'Union chrétienne-démocrate d'Allemagne ailleurs. Le Parti social-démocrate d'Allemagne domine à l'est d'une ligne allant de Bayreuth au sud jusqu'à la frontière avec les Pays-Bas au nord. La séparation entre la CDU/SDU et le SPD correspond assez fortement à la séparation entre les régions catholiques et protestantes.
L'extrême-droite a fait son retour dans la politique allemande en 1964 avec le Parti national-démocrate d'Allemagne. Après la chute du mur de Berlin, il se rapproche des skinheads d'ex-RDA. Il est concurrencé par Alternative pour l'Allemagne à partir de 2013 et PEGIDA en 2014. Si ces partis sont différents à l'origine, ils convergent en partie au profit de l'AfD.
Les fondateurs de l'AfD sont des économistes et financiers de droite qui rejettent l'euro, mais pas l'Europe. Ils proviennent souvent de la CDU. En 2014, après des rixes entre immigrés turcs kurdes et non kurdes, le parti Pegida, anti-islam, est fondé par un cuisinier de Dresde qui a fait de la prison pour braquage, Lutz Bachmann. Pegida flirte avec le néonazisme. L'arrivée des réfugiés en Allemagne avec le soutien d'Angela Merkel provoque une droitisation de l'AfD, dont les économistes néolibéraux partent. La direction est aujourd'hui composée d'antisémites fascisants. 
L'AfD atteint 12,6% des voix en 2017, marginalisant Pegida et le NPD. Le parti engrange ses voix en ex-RDA. Le vote pour l'AfD ne recoupe pas vraiment le vote pour Adolf Hitler de 1933. Il était certes populaires dans ce qui est aujourd'hui l'est de l'Allemagne, mais il l'était plus encore dans des territoires qui font aujourd'hui partie de la Pologne. Hitler était particulièrement populaire dans les zones protestantes ; les zones catholiques sont, depuis l'unification allemande de 1871, opposées à un pouvoir central fort, et donc ont plutôt combattu le nazisme. Le Bras conclut qu'« aucun lien n'apparaît avec le vote de 1932 pour les nazis ».
L'Allemagne compte en 2020 83 millions d'habitants, dont 11,4 millions d'étrangers. 1,4 million est Turc, 870 000 sont Polonais, 820 000 sont Syriens, 800 000 sont Roumains, et 650 000 sont Italiens. 43% des étrangers sont citoyens de l'Union européenne. Les étrangers issus du sud-est de l'Europe (ex-Yougoslavie, Grèce, Bulgarie, Roumanie) sont deux fois plus nombreux que les Turcs. Les étrangers se concentrent dans les grandes agglomérations de la Ruhr.
L'Allemagne est, parmi les pays évoqués dans l'ouvrage, « celui où la dissociation est la plus aboutie » entre présence physique des étrangers et des musulmans et vote populiste. On avance parfois que les facteurs déterminants seraient le chômage et le niveau de diplôme, comme c'est le cas en France, mais ce n'est pas vrai en Allemagne : l'AfD n'obtient pas de bons scores dans la Sarre et dans la Ruhr. 
Le reality-expectations gap joue probablement un rôle plus important. Pour beaucoup d'Allemands de l'Est, « la réunification n'a pas tenu ses promesses. Ils avaient rêvé d'une Allemagne de l'Ouest idéale et ils découvrent un monde néolibéral assez anxiogène ». Comme les « petits Blancs » des États-Unis, ils sont convaincus que « l’État s'occupe plus des immigrés que d'eux ». L'arrivée de réfugiés en 2015 a à ce titre joué ravivé la plaie.

### Chapitre 6. Le populisme britannique et américain
Le bipartisme pluriséculaire britannique a pour conséquence l'absence de grand parti populiste établi. Le populisme s'immisce dans les deux grands partis, qu'il s'agisse de Boris Johnson ou de Jeremy Corbyn. 
L'attitude britannique vis-à-vis de l'immigration est marquée par le tournant de la fondation du Front national britannique, au milieu des années 1960, et le discours des « fleuves de sang » d'Enoch Powell en 1968. Défendant un nationalisme ethnique, « il agite l'épouvantail d'un génocide des Blancs » et d'une guerre civile ethnique, et est négationniste. Il veut aussi l'expulsion des immigrés. Son audience est faible. La raison de l'émergence de discours anti-immigrés relève peut-être de l'arrivée d'Indiens et de Pakistanais dans ces années-là, du fait de leur indépendance.
En 1982, le Parti national britannique est fondé. Il s'éloigne du néonazisme et de l'antisémitisme pour se concentrer sur un européisme visant à soutenir la préservation de la « race blanche ». Soutenu par les sikhs, il s'axe sur un rejet de l'islam. 
Ce parti a peu de succès, et ce n'est que le Parti pour l'indépendance du Royaume-Uni (UKIP) qui réussit à percer grâce à une rhétorique eurosceptique. Toutefois, le référendum sur l'appartenance du Royaume-Uni à l'Union européenne a surtout « tourné à une consultation sur l'appartenance des régions non anglaises au Royaume-Uni », en ravivant des lignes de fracture du pays. Les périphériques de l'Angleterre ont voté contre, tandis que le cœur du mainland anglais a voté pour.
L'UKIP utilise plusieurs ressorts typiques des partis populistes : « la grossièreté du langage, la provocation, le climato-scepticisme » (Nigel Farage déclarant en 2013 au Parlement européen que le refroidissement climatique menace l'Europe pour les quinze prochaines années). Toutefois, le parti a pris soin de ne pas discriminer les minorités d'origine étrangère présentes depuis longtemps sur le territoire (indo-pakistanais, jamaïcains) et de centrer leur rhétorique sur les nouveaux immigrés.
Une étude de la répartition géographique des non-blancs, ainsi que celle des étrangers originaires de l'UE, ne montre aucune coïncidence avec la carte du vote pro-Brexit. Le lien est plutôt du côté des causes sociales : les partisans du Brexit sont avant tout issus des classes populaires, et font partie des personnes les plus âgées. 70% de ceux qui ont arrêté leurs études après le primaire ont voté pour le Brexit, contre 32% pour ceux qui ont un diplôme universitaire.
L'auteur aborde finalement la question du populisme aux États-Unis. Il remarque que le pays a des caractéristiques très différentes des pays européens étudiés, mais que la non-coïncidence entre immigration et zones de vote populiste y est également vraie. Un État dispose à la fois d'une forte immigration et d'un vote Trump important, à savoir la Floride, dont les immigrés viennent principalement de Cuba, opposés à la politique de normalisation engagée par Barack Obama.

### Chapitre 7. Fractures
L'auteur rappelle qu'au cours des études des chapitres précédents, « aucune relation stable n'est apparue entre la répartition géographique des immigrés et celle des voix populistes ». En France et en Italie, à l'échelle des régions, immigrés et vote populiste se recoupent, mais une analyse plus fine (à l'échelle communale) montre que c'est une coïncidence.
L'électorat varie également. Il s'agit d'ouvriers en France et en Allemagne, de travailleurs indépendants en Italie, Suisse et Autriche, et de classes moyennes en Espagne. L'âge n'est pas non plus un critère unifiant : en France et en Espagne, ce sont des actifs d'âge moyen, en Italie, les jeunes, en Angleterre, les personnes âgées. L'auteur conclut qu'« il ne faut pas rechercher dans le vote populiste une logique sociale, mais une logique politique, et celle-ci diffère totalement de la logique économique de l’immigration ».
Le populisme est souvent en rapport avec la question de l'unité de la nation. En Espagne, en Italie et en Grande-Bretagne, c'est la mise en danger perçue de l'intégrité de la nation qui pousse au vote populiste. En Suisse et en Allemagne, l'intensité du vote populiste est liée à des frontières historiques : en Suisse, en rapport à la constitution de la Confédération hevlétique au XVe siècle, les plus vieux cantons votant plus pour l'UDC que les cantons nouveaux. En Allemagne, c'est la ligne de frontière entre la RDA et la RFA. 
Le Bras soutient qu'en France, c'est « l'antique différence entre pays de champs ouverts et pays de bocage » qui cristallise l'opposition entre zones à haute intensité de vote Rassemblement national et zones de faible intensité. La vie moderne, avec les transports, la tertiarisation et les grandes surfaces, a facilité une vie communautaire dans les régions de bocage, mais l'a détruite dans les régions de champs ouverts où l'on vivait jadis en communautés.
En Autriche, c'est une frontière naturelle qui opère : les zones montagneuses ont voté pour les populistes, au contraire des plaines. Cela est dû à ce que « la sociabilité n'est pas la même car les contacts sociaux et les obligations sociales diffèrent ». En France, c'est l'inverse, le RN dominant dans les plaines et régressant avec l'altitude.

### Chapitre 8. Représentation, immigration, idéologie
L'auteur conclut sur la question de la représentation. Elle serait épuisée dans les démocraties modernes. Là où la démocratie directe athénienne permettait à tous de prendre la parole, ceux qui vivent dans les périphéries aujourd'hui ont généralement obtenu un baccalauréat et s'estiment légitimes pour participer à la vie de la cité, ce qui leur est géographiquement refusé.
Pour pallier le sentiment d'un manque de représentation et d'implication, les populistes se sont souvent tournés vers la revendication du référendum d'initiative populaire. L'immigration agit comme une « idéologie faible » et molle pour unifier des discours : « le rejet de l’immigration peut être comparé à la fonction qu’occupe un paradigme dans une branche donnée des sciences, soit un modèle unifiant les concepts et les lois qui les combinent. Un paradigme faible dans ce cas ou une idéologie faible ».
Hervé Le Bras questionne le lien entre les populismes européens et le totalitarisme. Il remarque que les totalitarismes étaient tournés vers le futur et la création d'un nouvel homme, là où les populismes sont plutôt tournés vers un passé idéalisé. Il existe toutefois des points communs : leur logique commune entraîne à « refuser le pluralisme ».

## Réception
L'ouvrage fait l'objet de chroniques dans de nombreux médias à sa sortie. ActuaLitté écrit que « Hervé Le Bras balaye le grand enfumage ». 
Le Monde accorde un entretien au démographe à la sortie du livre, ainsi que L'Express. Béatrice Giblin publie une tribune en réaction à la sortie du livre dans Le Monde. Le Bras est invité dans C à vous sur France 5. L'Obs invite l'auteur à analyser les cartes du vote lors de l'élection présidentielle de 2022 sur la base de son livre.